# Villiers-le-Morhier
Villiers-le-Morhier is een gemeente in het Franse departement Eure-et-Loir (regio Centre-Val de Loire). De plaats maakt deel uit van het arrondissement Dreux. Villiers-le-Morhier telde op 1 januari 2022 1.359 inwoners.

## Geografie
De oppervlakte van Villiers-le-Morhier bedroeg op 1 januari 2022 10,39 vierkante kilometer; de bevolkingsdichtheid was toen 130,8 inwoners per km².

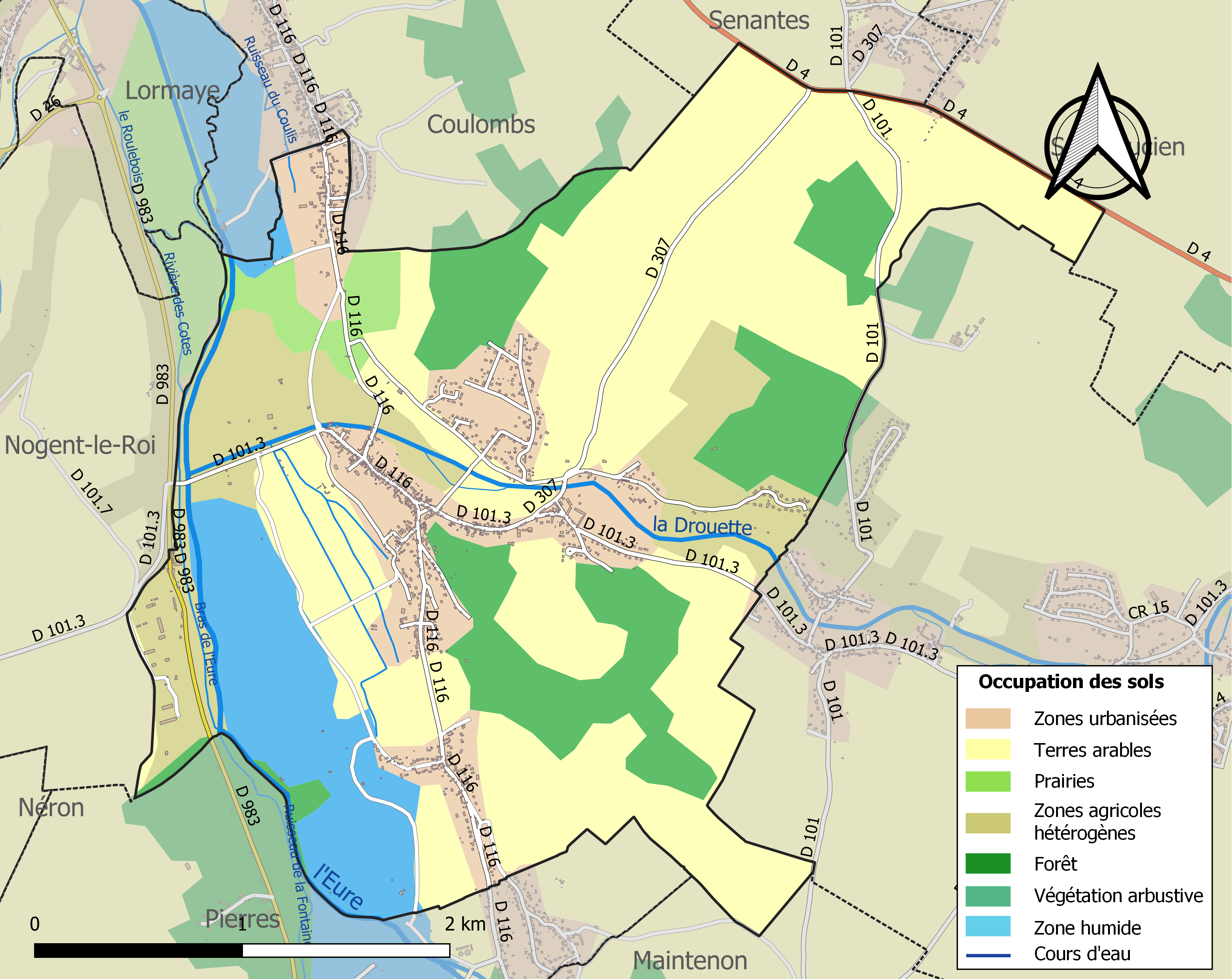
Kaart van de gemeente met belangrijkste infrastructuur, bodemgebruik en omliggende gemeenten

## Demografie
Onderstaande figuur toont het verloop van het inwonertal (bron: INSEE-tellingen).